# Linopherus paucibranchiata
Linopherus paucibranchiata är en ringmaskart som först beskrevs av Fauvel 1932.  Linopherus paucibranchiata ingår i släktet Linopherus och familjen Amphinomidae. Inga underarter finns listade i Catalogue of Life.